# Marko Nikolic
Marko Nikolic, född 17 september 1997 i Huddinge, är en svensk fotbollsspelare som spelar för Vasalunds IF.

## Karriär
Nikolic moderklubb är IFK Haninge/Brandbergen. Inför säsongen 2013 lämnade han sin moderklubb för Djurgårdens IF. Under säsongen gjorde han 32 mål på 22 matcher för Djurgårdens U17-lag.
I mars 2014 skrev han på för AIK. Han gjorde sin allsvenska debut för AIK den 7 juli 2014 i en 3–0 bortavinst över Åtvidabergs FF, där han på tilläggstid blev inbytt mot Henok Goitom.
Under säsongen 2016 lånades Nikolic ut till Syrianska FC. Efter säsongen 2016 gick Nikolić kontrakt i AIK ut och han lämnade klubben.
I januari 2017 värvades Nikolic av belgiska Westerlo på ett kontrakt fram till sommaren. Den 28 januari 2017 debuterade Nikolic i Jupiler League i en 0–0-match mot Waasland-Beveren, där han byttes in i den 85:e minuten mot Elton Acolatse.
I juli 2017 värvades Nikolic av IF Brommapojkarna på ett kontrakt säsongen ut. I januari 2018 förlängde Nikolic sitt kontrakt med ett år, samt med en option på ytterligare tre år. I februari 2019 skrev han på för Vasalunds IF. I januari 2021 värvades Nikolic av Jönköpings Södra, där han skrev på ett treårskontrakt. Inför säsongen 2024 blev Nikolic klar för en återkomst till Vasalunds IF.